# Fizyka w Szkole
Fizyka w Szkole – dwumiesięcznik (w latach 2001–2002 kwartalnik) dla nauczycieli fizyki na wszystkich poziomach nauczania i w różnych typach szkół.
Zadaniem pisma jest podnoszenie umiejętności zawodowych nauczycieli poprzez aktualizację ich wiedzy z fizyki i wiedzy dydaktycznej.
Fizyka w Szkole ukazuje się od 1955, przy współudziale Polskiego Towarzystwa Fizycznego.
Autorami artykułów są naukowcy, pracownicy wyższych uczelni, nauczyciele, a także uczniowie.

## Historia
- styczeń 1955 – ukazał się pierwszy numer „Fizyki w Szkole”, pierwszym wydawcą były Państwowe Zakłady Wydawnictw Szkolnych (PZWS), dwumiesięcznik ten powstał (obok „Chemii w Szkole”) z podziału dwumiesięcznika „Fizyka i Chemia”, wydawanego w latach 1948–1954 również przez PZWS; pierwszym redaktorem naczelnym został Zygmunt Przeniczny
- styczeń 1974 – wydawcą dwumiesięcznika zostały Wydawnictwa Szkolne i Pedagogiczne (do 2005)
- listopad 2000 – redaktorem naczelnym czasopisma (od numeru 4/2000) został Adam Smólski, który pełnił funkcję do czerwca 2012 (do numeru 3/2012)
- styczeń 2006 – wydawcą została Dr Josef Raabe Spółka Wydawnicza, która wydawała to czasopismo od numeru 1/2006 do numeru 4/2014
- lipiec 2012 – redaktorem naczelnym (od numeru 4/2012) jest Józef Szewczyk, odtąd czasopismo nosi również drugą nazwę: „Fizyka w Szkole z Astronomią”
- wrzesień 2014 – od tej pory (od numeru 5/2014) czasopismo wydaje Agencja AS, której właścicielem jest Józef Szewczyk

## Częstotliwości ukazywania się
- 1955–1960 – 6 numerów rocznie: numery 1–36
- 1961–1965 – 5 numerów rocznie: numery 37–60
- 1966–1988 – 6 numerów rocznie: numery 61–197 (w 1975 i 1977 wydawany był podwójny numer 5/6)
- 1989–2000 – 5 numerów rocznie: numery 198–257
- 2001–2002 – 4 numery rocznie: numery 258–265
- 2003–2004 – 5 numerów rocznie: numery 266–275
- od 2005 – 6 numerów rocznie: od numeru 276.